# 막스 모를로크
막시밀리안 모얼로크(독일어: Maximilian Morlock ˈmɔʁlɔk[*], 1925년 5월 11일~1994년 9월 10일)는 독일의 전 축구 선수로, 1950년대에서 1960년대 초까지 활약했다. 그는 서독 국가대표팀 경기에도 26번 출전해 21골을 기록했다. 그는 주로 안쪽 우측 공격수를 맡았다.
그는 유년 시절에 아인트라흐트 뉘른베르크에서 축구를 시작했다. 1940년, 그는 당대 강성했던 뉘른베르크에 입단하여 1941년 11월 30일에 신고식을 치렀다. 그는 1964년까지 900번이 넘는 1군 경기에 출전해 소위 "구단 그 자체"(Der Club)였던 뉘른베르크에서 700골 가량을 기록했다. 1948년과 1961년에는 독일 리그 우승을 견인했고, 1962년에는 DFB-포칼 우승을 견인했다. 1963년에 38세였던 그는 분데스리가 대망의 첫 시즌에 활약하기도 했다. 그는 1950-51 시즌과 1951-52 시즌에 남부 오버리가 득점왕에도 올랐다.
그의 첫 국가대표팀 출전 경기는 1950년 경기로, 그는 부상당한 프리츠 발터를 대신해 출전했다. 그는 1954년에 서독 선수단 일원으로 참가한 독일의 첫 월드컵 우승 주역이기도 했다. 그는 헝가리와의 결승전에서 0-2로 끌려가는 와중에 만회골을 넣어 역전승의 시발점을 찍었다. 그는 1958년 12월의 이집트와의 친선전을 끝으로 국가대표팀에서 은퇴했다.
선수 시절, 모얼로크의 강점은 뛰어난 기술력과 투지에 있었다. 연계 고리였던 그는 공수 사이에서 활약하는데 최적화되었지만, 문전에서도 위협적인 존재였다.
1994년 9월 10일, 모얼로크는 향년 69세에 암으로 영면에 들었다.

## 수상
- 1961년, 그는 독일 스포츠 기자회로부터 독일 올해의 축구 선수로 선정되었다.
- 1995년, 그가 영면에 든 지 1년도 되지 않아 뉘른베르크의 안방 구장인 프랑켄슈타디온의 광장은 그를 기리기 위해 "막스-모얼로크-광장"(Max-Morlock-Platz)으로 명명되었고, 경기장의 주소도 "막스-모얼로크-광장 1"(Max-Morlock-Platz 1)이다.
- 2006년, 다수의 지지자들은 프랑켄슈타디온을 "막스-모얼로크-슈타디온"(Max-Morlock-Stadion)으로 개칭하기를 희망했으나, 뉘른베르크 시청은 지역 은행의 협찬 계약을 맺어 은행 상품에서 이름을 따 이지크레딧-슈타디온(EasyCredit-Stadion)으로 개칭했다. 2017년 7월에 되어서야 그의 이름이 경기장에 새겨졌다.